# 신등면
신등면(新等面)은 대한민국 경상남도 산청군의 면이다.

## 연혁
- 신라시대 : 적촌현, 궐성현
- 고려 성종 14년: 단계현으로 개칭
- 조선 세종14년: 단계현과 강성현을 합하여 단성현으로 개칭
- 1914년 4월 1일 : 단성현 법물면을 신등면으로 개칭
- 1973년 7월 1일 : 철수리. 상법리 차황면으로 편입

## 행정 구역
- 가술리
- 간공리
- 평지리
- 장천리
- 율현리
- 양전리
- 사정리
- 모례리
- 단계리

## 교육
- 단계초등학교 : 신등면 신차로 514 (단계리)
- 법물초등학교 (폐교) : 신등면 황매산로 29 (가술리)
- 신등중학교
- 신등고등학교

## 명소
- 단계한옥단지
- 이충무공유적지
- 장승배기 생태공원
- 물방아제공원
- 율곡사
- 정취암
- 단계리 박씨고가
- 권씨고가